# Quercus yonganensis
Quercus yonganensis — вид рослин з родини букових (Fagaceae), ендемік Китаю.

## Опис
Вид досягає заввишки 20 метрів. Гілочки коричнево-пурпурні, товсті. Листки товсті, від ланцетних до довгастих, 13–18 × 4–6 см; верхівка загострена; основа трохи зрізана або іноді дугодібна; край зубчастий; поверхні однотонні, коли молоді, низ стає сірувато-зелений і безволосий; ніжка листка завдовжки 2.5–4 см. Жолуді яйцюваті або ± кулясті, завдовжки 1.4–1.8 см, в діаметрі 1.2–1.8 см; чашечка завдовжки 0.6–1.2 см, діаметром 1.4–1.8 см, з 6–7 концентричними кільцями, укрита зовні жовтувато-коричневими волосками.

## Середовище проживання
Ендемік південно-східного Китаю.
Інформації про середовище існування небагато, але, як і інші дуби в регіоні, ймовірно, трапляється в субтропічних або помірних гірських лісах.